# Bulgaria en los Juegos Olímpicos de Los Ángeles 2028
Bulgaria participará en los Juegos Olímpicos de Los Ángeles 2028. Responsable del equipo olímpico es el Comité Olímpico Búlgaro, así como las federaciones deportivas nacionales de cada deporte con participación.